# In the Soup - Un mare di guai
In the Soup - Un mare di guai (In the Soup) è un film del 1992 diretto da Alexandre Rockwell.

## Trama
Adolpho, un aspirante regista, sogna di realizzare grandi film, tuttavia è molto povero. Joe, da parte sua, è intenerito dalla sconfinata ingenuità di Adolpho e lo aiuta a intrecciare una storia con Angelica, la bella vicina di casa.